# Семимовний словник
Семимовний словник (нім. Sieben-Sprachen-Wörterbuch) — це одна з перших спроб створення, опрацювання і кодифікації термінів сучасної білоруської мови. Словник був виданий у Лейпцигу в 1918 році. У цьому словнику білоруська мова вперше поставлена в один ряд з російською, польською, литовською, латиською, німецькою мовами та мовою їдиш. Налічує 8000 слів на 420 сторінках.
Укладачі словника сформулювали для себе таку мету: «книга повинна нести взаєморозуміння від народу до народу, від людини до людини». Автори визнавали наявність певної кількості недоліків і не приховували труднощів, пов'язаних з перекладацькою роботою. 
Над лексиконом працювали практики, які не мали спеціальної підготовки. У науковому плані словник цікавий як одна з перших спроб, у багатьох випадках - вдалих, побудувати білоруську термінологію на народній основі.